# Nana Welbeck
Nana Addo Welbeck Maseko ganski nogometaš, * 24. november 1994,  Kumasi, Gana. 
Je mladinski reprezentant Gane in je bil od konca avgusta 2014 do 2016 član slovenskega prvoligaša  Krka iz Novega mesta, kariero je nadaljeval v danski 1. ligi. Njegov igralni položaj je v zvezni vrsti.